# Kurznie
Kurznie (deutsch Kauern) ist eine Ortschaft in der Gemeinde Popielów (Alt Poppelau) im Powiat Opolski der Woiwodschaft Opole.

## Geographie

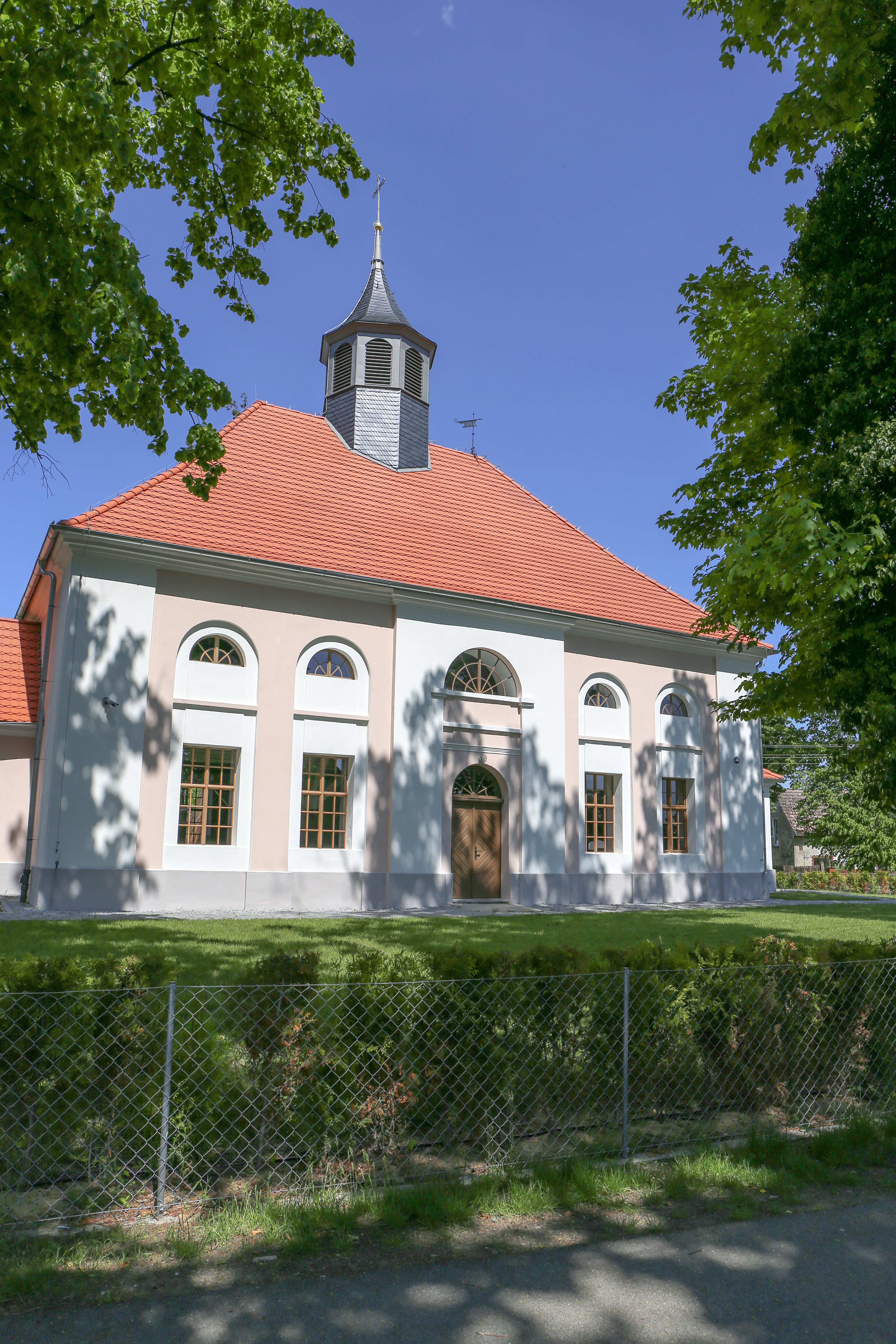
Judas-Thaddäus-Kirche

### Geographische Lage
Kurznie liegt im Osten der historischen Region Niederschlesien. Das Dorf liegt ca. zehn Kilometer nordwestlich vom Gemeindesitz Popielów (Alt Poppelau) und ca. 35 Kilometer nordwestlich von der Kreisstadt und Woiwodschaftshauptstadt Opole.
Westlich und südlich des Dorfes erstrecken sich weitläufige Waldgebiete, die zum Landschaftsschutzpark Stobrawa gehören. Nördlich des Dorfes verläuft die Bahnstrecke Opole–Jelcz-Laskowice.

### Nachbarorte
Nördlich von Kurznie liegen die Orte Tarnowiec (dt. Tarnowitz) und Roszkowice (dt. Raschwitz). Südöstlich liegt der ebenfalls der Gemeinde Poppelau zugehörige Ort Hirschfelde (poln. Kaniów).

## Geschichte
Der Ort wird 1435 erstmals als Kawraw erwähnt.
Nach dem Ersten Schlesischen Krieg 1742 fiel Kauern mit dem größten Teil Schlesiens an Preußen. Zwischen 1813 und 1814 wurde die evangelische Pfarrkirche erbaut. Nach der Neuorganisation der Provinz Schlesien gehörte die Landgemeinde Kauern ab 1816 zum Landkreis Brieg im Regierungsbezirk Breslau. 1845 bestanden im Dorf eine evangelische Kirche, eine evangelische Schule sowie weitere 73 Häuser. Im gleichen Jahr lebten in Kauern 532 Menschen, davon 48 katholisch. 1874 wurde der Amtsbezirk Karlsmarkt gegründet, welcher aus den Landgemeinden Alt Hammer, Carlsburg, Carlsmarkt, Kauern und Raschwitz und den Gutsbezirken Alt Hammer, Carlsmarkt, Kauern und Stoberau bestand.
Am 19. Januar 1933 erhielt das Dorf den Namenszusatz Groß Kauern. Im gleichen Jahr lebten 717 Einwohner im Ort. 1939 hatte Groß Kauern 687 Einwohner. Bis 1945 befand sich der Ort im Landkreis Brieg im preußischen Regierungsbezirk Breslau.
Nach Ende des Zweiten Weltkriegs 1945 kam der bis dahin deutsche Ort an Polen und wurde in Kurznie umbenannt. Die deutsche Bevölkerung wurde vertrieben und Polen angesiedelt. Von 1945 bis 1954 und von 1973 bis 1975 war der Ort Teil der Gemeinde Karłowice. 1946 kam der Ort zur Woiwodschaft Breslau, 1950 zur Woiwodschaft Opole. 1999 wurde der Ort dem wiedergegründeten Powiat Opolski zugeordnet.

## Sehenswürdigkeiten
- Die römisch-katholische Judas-Thaddäus-Kirche wurde ehemals 1813 als evangelisches Gotteshaus auf einem rechteckigen Grundriss erbaut. Nach 1945 wurde es zu einem katholischen Gotteshaus. Seit 1966 steht die Kirche unter Denkmalschutz.[5]
- Wegekreuz